# Holme Hale
Holme Hale är en ort och civil parish i Storbritannien.   Den ligger i grevskapet Norfolk och riksdelen England, i den sydöstra delen av landet, 140 km nordost om huvudstaden London. Holme Hale ligger 56 meter över havet och antalet invånare är 444.
Terrängen runt Holme Hale är platt. Runt Holme Hale är det ganska tätbefolkat, med 96 invånare per kvadratkilometer. Närmaste större samhälle är East Dereham, 11,4 km nordost om Holme Hale. Trakten runt Holme Hale består till största delen av jordbruksmark.